# Gréco-sud-africain

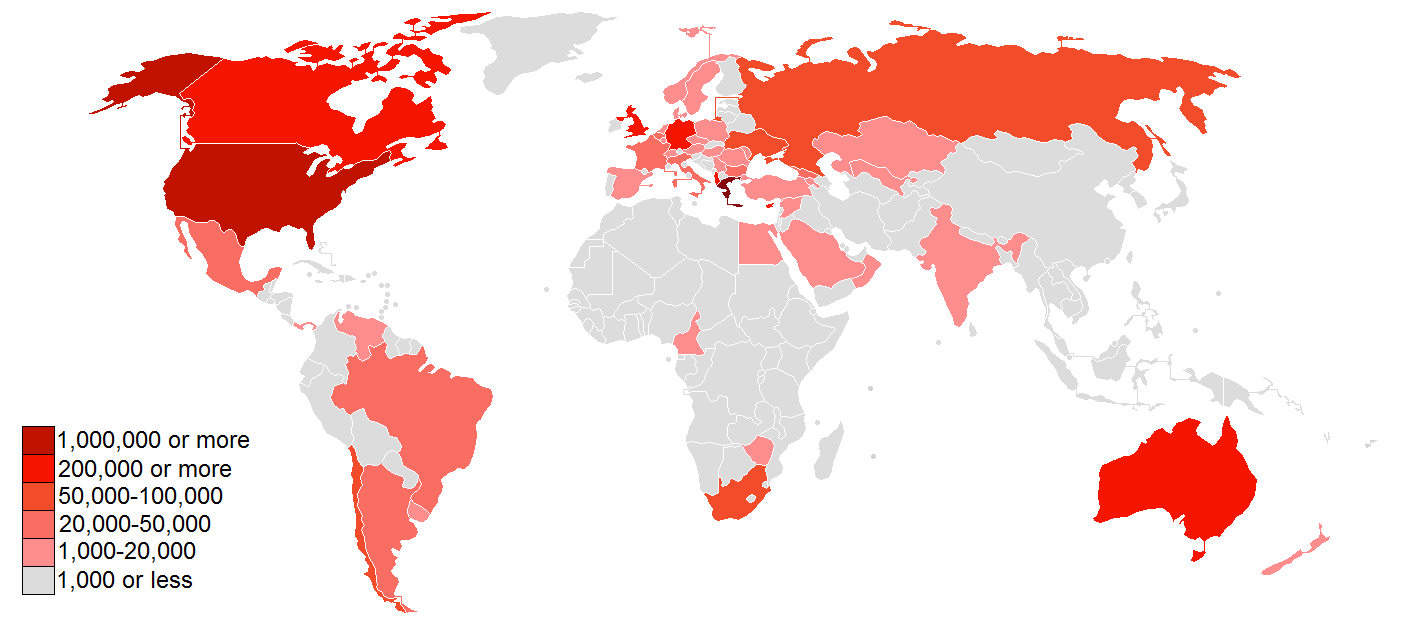
Carte des 50 premiers pays avec les plus grandes communautés grecques.

Les gréco-sud-africains sont des Sud-Africains d'ascendance grecque originaires de Grèce et de Chypre. La population grecque en Afrique du Sud est estimée à environ 120 000 personnes.

## Personnes notables
- George Bizos : avocat des droits de l'homme qui a fait campagne contre l'apartheid ; connu pour avoir représenté Nelson Mandela lors du procès de Rivonia,
- Demetri Catrakilis : joueur de rugby professionnel des Harlequins,
- Stanley Christodoulou (en) : juge et arbitre international de boxe,
- Ivan Gazidis : Directeur général de l'AC Milan,
- George Koumantarakis : ancien joueur de football,
- Nic Pothas (en) : ancien joueur de cricket professionnel,
- Anastasia Tsichlas (en) : cadre de football,
- Dimitri Tsafendas : assassin du Premier ministre sud-africain Hendrik Verwoerd, qui est communément considéré comme l'architecte de l'apartheid,
- John Costas (né en 1868 – décédé en 1932) : révolutionnaire grec et un vétéran de la Seconde Guerre des Boers, également connu sous le nom de Ioannis Papakostas,
- Xen Balaskas (en) (né en 1910 – décédé en 1994) : joueur de cricket,
- Stelio Savante : acteur, producteur et scénariste,
- Penny Siopis (en) : artiste,
- Angelique Rockas : actrice et praticienne du théâtre, pionnière du théâtre multiracial à Londres,
- Panagiotis Retsos : footballeur,
- John Kongos : musicien.